# Telaranea quadrifida
Telaranea quadrifida là một loài Rêu trong họ Lepidoziaceae. Loài này được R.M. Schust. mô tả khoa học đầu tiên năm 1978.